# John C. Heenan

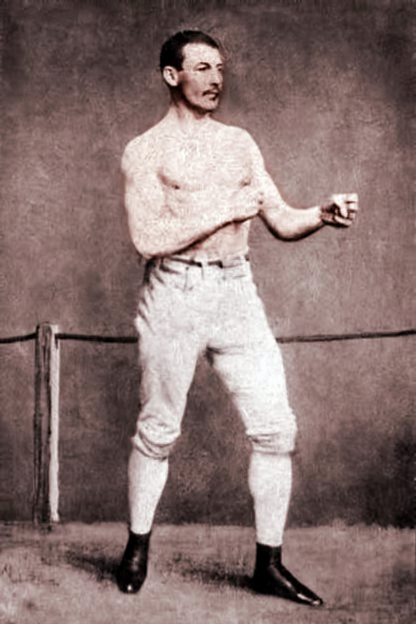
John C. Heenan

John Camel Heenan (* 2. Mai 1835 in Troy, New York, USA; † 28. Oktober 1873 in Green River, Wyoming, USA) war ein US-amerikanischer Boxer in der Bare-knuckle-Ära.
Der für damalige Verhältnisse recht muskulöse Heenan (Spitzname „Benicia Boy“) galt als kluger Boxer und hatte eine erfolgreiche Karriere. Er fand sowohl im Jahr 1954 Aufnahme in die Ring Boxing Hall of Fame als auch im Jahr 2002 in die International Boxing Hall of Fame.